# Google Authenticator
Google Authenticator è un servizio di generazione token realizzato da Google e distribuito come applicazione mobile per Android, iOS e BlackBerry OS. Implementa gli algoritmi HOTP e TOTP descritti rispettivamente da RFC 4226 e RFC 6238.
Originariamente sviluppato come software libero e distribuito con Licenza Apache, dalla versione 2.21 è stato trasformato in software proprietario. Del progetto esistono diversi fork tra cui OTP Authenticator, basato sull'ultima versione open source, e FreeOTP, pubblicato da Red Hat.